# Gardenia ixorifolia
Gardenia ixorifolia är en måreväxtart som beskrevs av Robert Brown och Joseph Dalton Hooker. Gardenia ixorifolia ingår i släktet Gardenia och familjen måreväxter. Inga underarter finns listade i Catalogue of Life.